# Raceland (Luisiana)
Raceland es un lugar designado por el censo ubicado en la parroquia de Lafourche en el estado estadounidense de Luisiana. En el Censo de 2010 tenía una población de 10.193 habitantes y una densidad poblacional de 182,02 personas por km².

## Geografía
Raceland se encuentra ubicado en las coordenadas 29°43′21″N 90°38′9″O / 29.72250, -90.63583. Según la Oficina del Censo de los Estados Unidos, Raceland tiene una superficie total de 56 km², de la cual 55.87 km² corresponden a tierra firme y (0.23%) 0.13 km² es agua.

## Demografía
Según el censo de 2010, había 10193 personas residiendo en Raceland. La densidad de población era de 182,02 hab./km². De los 10193 habitantes, Raceland estaba compuesto por el 67.02% blancos, el 28.54% eran afroamericanos, el 1.11% eran amerindios, el 0.33% eran asiáticos, el 0.04% eran isleños del Pacífico, el 1.44% eran de otras razas y el 1.52% pertenecían a dos o más razas. Del total de la población el 2.77% eran hispanos o latinos de cualquier raza.